# Haraldssund
Haraldssund is een dorp dat behoort tot de gemeente Kunoyar kommuna in het oosten van het eiland Kunoy op de Faeröer. Haraldssund heeft 70 inwoners. De postcode is FO 785. Haraldssund is verbonden met het dorp Kunoy door middel van een tunnel en aan de andere kant met de stad Klaksvík op het eiland Borðoy door een dam. De tunnel en de dam werden in de jaren tachtig aangelegd. twee kilometer ten zuiden van Haraldssund is er een kleine ruïne waarvan wordt verteld dat hier vele jaren geleden enkele Nederlanders woonden.

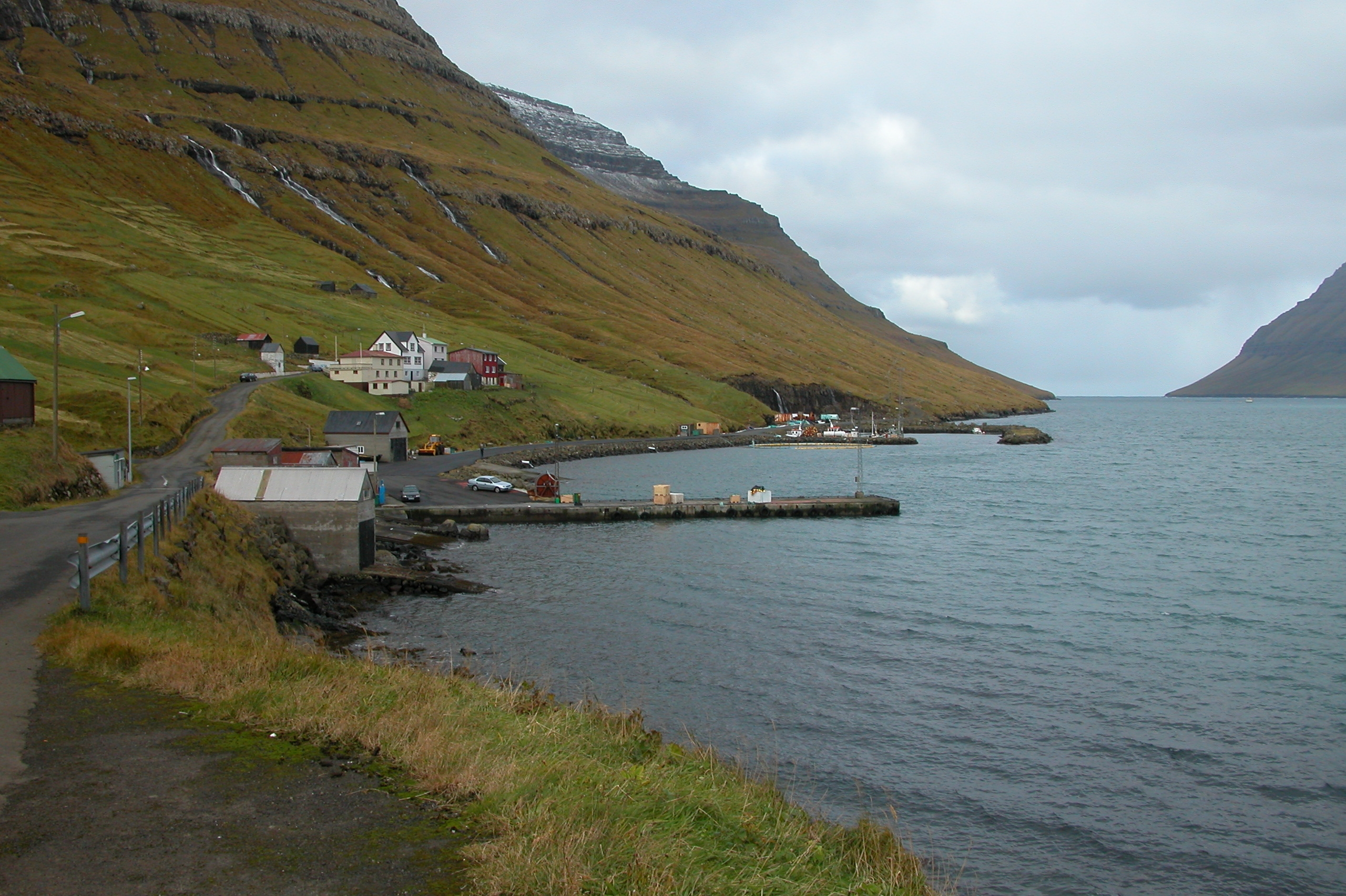
Zicht op Haraldssund